# سررادییا
سررادییا (به اسپانیایی: Serradilla) یک دهستان و شهرک در اسپانیا است که در استان کاسرس واقع شده‌است. سررادییا ۲۵۹ کیلومتر مربع مساحت و ۱٬۸۳۲ نفر جمعیت دارد.